# التنتان
التنتان (به آلمانی: Altenthann) یک شهر در آلمان است که در بایرن واقع شده‌است.

## خصوصیات
التنتان ۲۱٫۲۷ کیلومترمربع مساحت دارد ۵۰۸ متر بالاتر از سطح دریا واقع شده‌است.